# Kabinet-Andreotti V
Het kabinet–Andreotti V was de Italiaanse regering van 20 maart 1979 tot 4 augustus 1979. Het kabinet werd gevormd door de politieke partij Democrazia Cristiana (DC), de Sociaaldemocratische Partij van Italië (PSDI) en de Republikeinse Partij van Italië (PRI).

## Kabinet–Andreotti V (1979)
| Ambtsbekleder                | Ambtsbekleder          | Ambtsbekleder                     | Functie                              | Ambtstermijn      | Ambtstermijn    | Partij |
| ---------------------------- | ---------------------- | --------------------------------- | ------------------------------------ | ----------------- | --------------- | ------ |
|                              | Giulio Andreotti       | Giulio Andreotti (1919–2013)      | Premier                              | 29 juli 1976      | 4 augustus 1979 | DC     |
|                              | Franco Evangelisti     | Franco Evangelisti (1923–1993)    | Secretaris- generaal                 | 29 juli 1976      | 4 augustus 1979 | DC     |
|                              | Virginio Rognoni       | Virginio Rognoni (1924–2022)      | Minister van Binnenlandse Zaken      | 13 juni 1978      | 4 augustus 1983 | DC     |
|                              | Arnaldo Forlani        | Arnaldo Forlani (1925)            | Minister van Buitenlandse Zaken      | 29 juli 1976      | 4 augustus 1979 | DC     |
|                              | Franco Maria Malfatti  | Franco Maria Malfatti (1927–1991) | Minister van Financiën               | 12 maart 1978     | 4 augustus 1979 | DC     |
|                              | Filippo Maria Pandolfi | Filippo Maria Pandolfi (1927)     | Minister van de Schatkist            | 12 maart 1978     | 18 oktober 1980 | DC     |
|                              | Ugo La Malfa           | Ugo La Malfa (1903–1979)          | Minister van het Budget              | 20 maart 1979     | 26 maart 1979   | PRI    |
|                              | Bruno Visentini        | Bruno Visentini (1914–1995)       | Minister van het Budget              | 26 maart 1979     | 4 augustus 1979 | PRI    |
|                              | Tommaso Morlino        | Tommaso Morlino (1925–1983)       | Minister van Justitie                | 20 maart 1979     | 18 oktober 1980 | DC     |
|                              | Franco Nicolazzi       | Franco Nicolazzi (1924–2015)      | Minister van Economische Zaken       | 20 maart 1979     | 4 augustus 1979 | PSDI   |
|                              | Attilio Ruffini        | Attilio Ruffini (1925–2011)       | Minister van Defensie                | 18 september 1977 | 14 januari 1980 | DC     |
|                              | Tina Anselmi           | Tina Anselmi (1927–2016)          | Minister van Volksgezondheid         | 12 maart 1978     | 4 augustus 1979 | DC     |
|                              | Vincenzo Scotti        | Vincenzo Scotti (1933)            | Minister van Arbeid en Sociale Zaken | 12 maart 1978     | 4 april 1980    | DC     |
|                              | Giovanni Spadolini     | Giovanni Spadolini (1925–1994)    | Minister van Onderwijs               | 20 maart 1979     | 4 augustus 1979 | PRI    |
|                              | Luigi Preti            | Luigi Preti (1914–2009)           | Minister van Transport               | 20 maart 1979     | 4 april 1980    | PSDI   |
| Minister voor de Koopvaardij | Luigi Preti            | Luigi Preti (1914–2009)           | 4 augustus 1979                      | 20 maart 1979     |                 | PSDI   |
|                              | Francesco Compagna     | Francesco Compagna (1921–1982)    | Minister van Infrastructuur          | 20 maart 1979     | 4 augustus 1979 | PRI    |
|                              | Giovanni Marcora       | Giovanni Marcora (1922–1983)      | Minister van Landbouw                | 22 november 1974  | 18 oktober 1980 | DC     |
|                              | Dario Antoniozzi       | Dario Antoniozzi (1923–2019)      | Minister van Cultuur                 | 12 maart 1978     | 4 augustus 1979 | DC     |
|                              | Vittorino Colombo      | Vittorino Colombo (1925–1996)     | Minister van Communicatie            | 20 maart 1979     | 4 april 1980    | DC     |
|                              | Egidio Ariosto         | Egidio Ariosto (1911–1998)        | Minister van Toerisme                | 20 maart 1979     | 4 augustus 1979 | PSDI   |
|                              | Gaetano Stammati       | Gaetano Stammati (1908–2002)      | Minister voor Buitenlandse Handel    | 20 maart 1979     | 4 april 1980    | DC     |
|                              | Michele Di Giesi       | Michele Di Giesi (1927–1983)      | Minister voor Zuid-Italië            | 20 maart 1979     | 4 april 1980    | PSDI   |
|                              | Antonio Bisaglia       | Antonio Bisaglia (1929–1984)      | Minister voor Staatsdeel- nemingen   | 22 november 1974  | 4 augustus 1979 | DC     |

De Gasperi II · De Gasperi III · De Gasperi IV · De Gasperi V · De Gasperi VI · De Gasperi VII · De Gasperi VIII · Pella · Fanfani I · Scelba · Segni I · Zoli · Fanfani II · Segni II · Tambroni · Fanfani III · Fanfani IV · Leone I · Moro I · Moro II · Moro III · Leone II · Rumor I · Rumor II · Rumor III · Colombo · Andreotti I · Andreotti II · Rumor IV · Rumor V · Moro IV · Moro V · Andreotti III · Andreotti IV · Andreotti V · Cossiga I · Cossiga II · Forlani · Spadolini I · Spadolini II · Fanfani V · Craxi I · Craxi II · Fanfani VI · Goria · De Mita · Andreotti VI · Andreotti VII · Amato I · Ciampi · Berlusconi I · Dini · Prodi I · D'Alema I · D'Alema II · Amato II · Berlusconi II · Berlusconi III · Prodi II · Berlusconi IV · Monti · Letta · Renzi · Gentiloni · Conte I · Conte II · Draghi · Meloni